# Сушка
Сушка (Шушка, рум. Şuşca) је насеље у општини Пожежена, која припада округу Караш-Северин у Румунији. Насеље је значајно по присутној српској националној мањини у Румунији.

## Положај насеља
Село Сушка се налази у румунском делу Ђердапа (код месних Срба познат као Банатска клисура). Изнад насеља издижу се Банатске планине.

## Прошлост
Према "Румунској енциклопедији" насеље се први пут помиње 1717. године а чинило га је 11 кућа. Почела су досељавања, прво Срба преко Дунава и касније 1732-1735. године Румуна из Олтеније. Помињу се ту породице Бађуловић, Радуловић, Јанкуловић које су наводно биле влашке па посрбљене. Године 1800. у месту је 67 насељених домова. Насеље је био у планини, без путева и установа. У црквеном погледу зависило је од Белобрешке и Дивића; мештани будући без цркве су примали српског свештеника из Белобрешке. Тек 1896. године договорили су се Румуни из Шушке и Срби из Белобрешке, да се ту подигне православна румунска капела. Први свештеник поп Александру Бласиу је заслужан за градњу праве цркве 1911. године.
По аустријском царском ревизору Ерлеру из 1774. године милитарско место Шушка, се налази у Ракаждијском округу, Новопаланачког дистрикта. Ту живе измешани Срби и Власи.

## Становништво
По последњем попису из 2002. године село Сушка имало је 482 становника. Последњих деценија број становника опада.
Село је од давнина било вишенародно, а месни Срби су одувек били мањина. Национални састав на појединим пописима био је следећи:
| Година пописа | 1910. год.  | 1992. год.  | 2002. год.  |
| Укупно ст.    | 725         | 509         | 482         |
| Срби          | 58 (8,0%)   | 42 (8,3%)   | 57 (11,8%)  |
| Румуни        | 644 (88,8%) | 457 (89,7%) | 417 (86,5%) |
| остали        | 23 (3,2%)   | 10 (2,0%)   | 8 (1,7%)    |